# Wiesław Hładkiewicz
Wiesław Andrzej Hładkiewicz (ur. 11 sierpnia 1950 w Jasieniu) – polski politolog, profesor nauk społecznych, nauczyciel akademicki Uniwersytetu Zielonogórskiego.

## Życiorys
W 1973 ukończył studia w zakresie historii na Wydziale Filozoficzno-Historycznym Uniwersytetu im. Adama Mickiewicza w Poznaniu. W 1977 uzyskał stopień doktora nauk humanistycznych na podstawie rozprawy pt. „Polacy w Zachodnich strefach okupacyjnych Niemiec 1945-1949”. W 1996 roku otrzymał stopień doktora habilitowanego nauk humanistycznych w zakresie nauk o polityce na podstawie pracy pt. „Polska elita polityczna w Londynie 1945–1972”. W 2015 uzyskał tytuł profesora nauk społecznych. W 2017 wyróżniony statuetką „Dobosz Powstania Wielkopolskiego”, przyznawaną przez Zarząd Główny Towarzystwa Pamięci Powstania Wielkopolskiego 1918/1919.
Pracuje w Instytucie Politologii Wydziału Humanistycznego Uniwersytetu Zielonogórskiego. Jest autorem wielu książek i ponad stu artykułów.

## Publikacje
- Lubsko, Jasień. Z dziejów i współczesności (Zielona Góra 1977)
- Polacy w zachodnich strefach okupacyjnych Niemiec 1945-1949 (Zielona Góra 1982)
- System kolonialny Rzeszy Niemieckiej 1884-1919, (Zielona Góra 1986)
- Przywódcy „Polskiego” Londynu 1945-1972 (Zielona Góra 1993)
- Towarzystwo Pomocy Polakom w Londynie 1945-1972 (Zielona Góra 1993)
- Związek Polaków w Niemczech w zachodnich strefach okupacyjnych Niemiec 1945–1950. Odrodzenie – osiągnięcia – rozłam (Zielona Góra 1993)
- Dobroczyńcy. Ród Badenich w dziejach Rzeczypospolitej (Zielona Góra 1993)
- Kawalerowie Maltańscy. Polacy w dziejach Zakonu (Zielona Góra 1994)
- Jasień. Monografia miasta (wspólnie z Z. Kasprzakiem, Jasień 1994)
- Polska elita polityczna w Londynie 1945-1972 (Zielona Góra 1994, 1995)
- Winobranie w Zielonej Górze dawniej i dziś (Zielona Góra 1995)
- Sulęcin. Dawniej i dziś (wspólnie z P. Krukiem, i J. Ugrynowiczem, Sulęcin 1995)
- Organizacja polityczna społeczeństwa (Zielona Góra 1997)
- Elita politycznej emigracji polskiej w Londynie 1945-1972 (Zielona Góra 1997)
- Globalizacja. Wyzwania dla Polski i regionu lubuskiego: praca zbiorowa, pod red. nauk. Wiesława Hładkiewicza, Andrzeja Małkiewicza, (Zielona Góra 2003)
- D’Artagnan, czyli prawdziwy żywot muszkietera. Szkice historycznoliterackie (Zielona Góra 2005)
- Człowiek pogranicza polsko-niemieckiego (Zielona Góra 2007)
- Problemy bezpieczeństwa Polski w XXI wieku. Studia historyczne i politologiczne (wspólnie z M. Szczerbińskim, Bielsko-Biała-Gorzów Wlkp. 2009)
- Jasień 1660-2010 (Jasień 2010)
- Meandry polityki. Życie polityczne emigracji polskiej w zachodnich strefach okupacyjnych Niemiec 1945-1949. Liderzy, organizacje, poglądy (Zielona Góra 2011)
- Elity polityczne Polski i Niemiec. Studium transgraniczne (Zielona Góra 2012)
- Fale Tunisami. Kontestacja arabska w latach 2010–2013 (wspólnie z R. Potockim i M. Piskorskim, Warszawa 2014)
- Wrota. Szkice a dziejów Środkowego Nadodrza (Zielona Góra 2015, 2016)
- Zielona Góra – miasto Winobrania (Zielona Góra 2016)